# NGC 1258
NGC 1258 је спирална галаксија у сазвежђу Еридан која се налази на NGC листи објеката дубоког неба.
Деклинација објекта је - 21° 46' 28" а ректасцензија 3h 14m 5,4s. Привидна величина (магнитуда) објекта NGC 1258 износи 13,3 а фотографска магнитуда 14,0. Налази се на удаљености од 26,680 милиона парсека од Сунца. NGC 1258 је још познат и под ознакама ESO 547-24, MCG -4-8-53, PGC 12034.